# Lemma del ping-pong
In matematica, il lemma del ping-pong è uno dei numerosi lemmi matematici, che trova applicazione in particolare nella teoria dei gruppi. Esso assicura che numerosi elementi di un gruppo, che agiscono su un insieme libero, generino un sottogruppo libero di quel dato gruppo.

## Storia
L'argomento del ping-pong risale alla fine del XIX secolo ed è comunemente attribuito a Felix Klein che lo usò per studiare sottogruppi di gruppi kleiniani, cioè gruppi discreti di isometrie del 3-spazio iperbolico o, in modo equivalente, alle trasformazioni di Möbius della sfera di Riemann.
Il lemma del ping-pong fu uno strumento chiave utilizzato da Jacques Tits nel suo articolo del 1972 contenente la dimostrazione di un famoso teorema ora noto come l'alternativa di Tits. Il risultato afferma che un gruppo lineare finitamente generato è virtualmente risolvibile o contiene un sottogruppo libero di rango due. Il lemma del ping-pong e le sue variazioni sono ampiamente utilizzati nella topologia geometrica e nella teoria geometrica dei gruppi.
Versioni moderne del lemma del ping-pong si possono trovare in molti libri come Lyndon & Schupp, de la Harpe, Bridson & Haefliger e altri.

## Definizioni formali

### Il lemma del ping-pong per molti sottogruppi
Questa versione del lemma del ping-pong garantisce che una moltitudine di sottogruppi di un gruppo che agisce su un insieme generino un prodotto libero. La seguente affermazione appare in Olijnyk e Suchchansky (2004) e la dimostrazione è di de la Harpe (2000).
Sia {\displaystyle G} un gruppo che agisce su un insieme {\displaystyle X} e siano {\displaystyle H_{1},H_{2},...,H_{k}} sottogruppi di {\displaystyle G} dove {\displaystyle k\geq 2}, tali che almeno uno di questi sottogruppi abbia ordine maggiore di 2. Supponiamo che esistano sottoinsiemi non vuoti disgiunti a due a due {\displaystyle X_{1},X_{2},...,X_{1},X_{2},...}di {\displaystyle X} tale che sia vera la seguente asserzione:
- Per ogni {\displaystyle i\neq s} e per ogni {\displaystyle h} in {\displaystyle H_{i}}, {\displaystyle h\neq 1} abbiamo {\displaystyle h(X_{s})\subseteq X_{i}}.

di conseguenza{\displaystyle \langle H_{1},\dots ,H_{k}\rangle =H_{1}\ast \dots \ast H_{k}.}

#### Dimostrazione
Per definizione di prodotto libero, è sufficiente verificare che una data parola ridotta (non vuota) rappresenti un elemento non banale di {\displaystyle G}. Sia {\displaystyle w} una parola di lunghezza {\displaystyle m\geq 2}, e sia{\displaystyle w=\prod _{i=1}^{m}w_{i},}dove {\textstyle w_{i}\in H_{\alpha _{i}}} per alcuni {\textstyle \alpha _{i}\in \{1,\dots ,k\}}. Siccome {\textstyle w} è ridotto, abbiamo {\displaystyle \alpha _{i}\neq \alpha _{i+1}} per ogni {\displaystyle i=1,\dots ,m-1} e ciascun {\displaystyle w_{i}} è distinto dall'elemento identitario di {\displaystyle H_{\alpha _{i}}}. Allora lasciamo {\displaystyle w} agire su un elemento di uno degli insiemi {\textstyle X_{i}}. Poiché assumiamo che almeno un sottogruppo {\displaystyle H_{i}} abbia ordine almeno 3, possiamo supporre che, senza perdita di generalità, {\displaystyle H_{1}} abbia ordine almeno 3. Per prima cosa presupponiamo che {\displaystyle \alpha _{1}} e {\displaystyle \alpha _{m}} siano entrambi 1 (il che implica {\displaystyle m\geq 3} ). Da qui consideriamo l'azione di {\displaystyle w} su {\displaystyle X_{2}}. Otteniamo la seguente catena di contenimento:{\displaystyle w(X_{2})\subseteq \prod _{i=1}^{m-1}w_{i}(X_{1})\subseteq \prod _{i=1}^{m-2}w_{i}(X_{\alpha _{m-1}})\subseteq \dots \subseteq w_{1}(X_{\alpha _{2}})\subseteq X_{1}.}Partendo dal presupposto che differenti {\displaystyle X_{i}} siano disgiunti, concludiamo che {\displaystyle w} agisce in modo non banale su alcuni elementi di {\displaystyle X_{2}}, così {\displaystyle w} rappresenta un elemento non banale di {\displaystyle G}.
Per concludere la dimostrazione dobbiamo considerare i tre casi:
- Se {\displaystyle \alpha _{1}=1,\,\alpha _{m}\neq 1}, allora ne deriva che {\displaystyle h\in H_{1}\setminus \{w_{1}^{-1},1\}} (un tale {\displaystyle h} esiste dal momento che per ipotesi {\displaystyle H_{1}} ha ordine almeno 3);
- Se {\displaystyle \alpha _{1}\neq 1,\,\alpha _{m}=1}, allora implica {\displaystyle h\in H_{1}\setminus \{w_{m},1\}};
- e se {\displaystyle \alpha _{1}\neq 1,\,\alpha _{m}\neq 1}, allora ne consegue che {\displaystyle h\in H_{1}\setminus \{1\}} .

In ogni caso, {\displaystyle hwh^{-1}} dopo la riduzione diventa una parola ridotta con la prima e l'ultima lettera in {\displaystyle H_{1}}. In conclusione, {\displaystyle hwh^{-1}} rappresenta un elemento non banale di {\displaystyle G}, e analogamente {\displaystyle w}. Questo dimostra l'affermazione.

### Il lemma del ping-pong per sottogruppi ciclici
Sia {\displaystyle G} un gruppo che agisce su un insieme {\displaystyle X}. Siano {\displaystyle a_{1},...,a_{k}}elementi di {\displaystyle G} di ordine infinito, dove {\displaystyle k\geq 2}. Supponiamo che esistano sottoinsiemi non vuoti disgiunti
{\displaystyle X_{1}^{+},...,X_{k}^{+}e\ X_{1}^{-},...,X_{k}^{-}}
di {\displaystyle X} con le seguenti proprietà:
- {\displaystyle a_{i}(X-X_{i}^{-})\subseteq X_{i}^{+}\ per\ i=1,\ ...,\ k;}
- {\displaystyle a_{i}^{-}1(X-X_{i}^{+})\subseteq X_{i}^{-}\ per\ i=1,\ ...,\ k}.

Allora il sottogruppo {\displaystyle H=\langle a_{1},\ \dots ,\ a_{k}\rangle \leq G} generato da {\displaystyle a_{1},\ \dots ,\ a_{k}} è libero con base libera {\displaystyle \{a_{1},\ \dots ,a_{k}\}}.

#### Dimostrazione
Questa affermazione segue come corollario della versione per sottogruppi generali se assumiamo {\displaystyle X_{i}=X_{i}^{+}\cup X_{i}^{-}} e {\displaystyle H_{i}=\langle a_{i}\rangle .}

## Esempi

### Esempio di gruppo lineare speciale
Si può usare il lemma del ping-pong per dimostrare che il sottogruppo {\displaystyle H=\langle A,B\rangle \leq SL_{2}(\mathrm {Z} )}, generato dalle matrici{\displaystyle A={\begin{pmatrix}1&2\\0&1\end{pmatrix}}}e{\displaystyle B={\begin{pmatrix}1&0\\2&1\end{pmatrix}}}è libero di rango due.

#### Dimostrazione
Infatti, siano {\displaystyle H_{1}=\langle A\rangle } e {\displaystyle H_{2}=\langle B\rangle } sottogruppi ciclici di {\displaystyle SL_{2}(Z)} generati di conseguenza da A e B. Non è difficile verificare che A e B siano elementi di ordine infinito in {\displaystyle SL_{2}(Z)} e che
{\displaystyle H_{1}=\{A^{n}\mid n\in \mathbb {Z} \}=\left\{{\begin{pmatrix}1&2n\\0&1\end{pmatrix}}:n\in \mathbb {Z} \right\}}e
{\displaystyle H_{2}=\{B^{n}\mid n\in \mathbb {Z} \}=\left\{{\begin{pmatrix}1&0\\2n&1\end{pmatrix}}:n\in \mathbb {Z} \right\}.}
Consideriamo l'azione standard di {\displaystyle SL_{2}(Z)} su {\displaystyle R^{2}} mediante trasformazioni lineari. Quindi{\displaystyle X_{1}=\left\{{\begin{pmatrix}x\\y\end{pmatrix}}\in \mathbb {R} ^{2}:|x|>|y|\right\}}e{\displaystyle X_{2}=\left\{{\begin{pmatrix}x\\y\end{pmatrix}}\in \mathbb {R} ^{2}:|x|<|y|\right\}.}Non è difficile verificare, utilizzando le descrizioni esplicite di {\displaystyle H_{1}} e {\displaystyle H_{2}}, che per ogni non banale {\displaystyle g\in H_{1}} abbiamo {\displaystyle g(X_{2})\subseteq X_{1}} e che per ogni non banale {\displaystyle g\in H_{2}} abbiamo {\displaystyle g(X_{1})\subseteq X_{2}}. Usando la forma alternativa del lemma del ping-pong, per due sottogruppi, data sopra, concludiamo che {\displaystyle H=H_{1}*H_{2}}. Poiché i gruppi {\displaystyle H_{1}} e {\displaystyle H_{2}} sono ciclici infiniti, ne consegue che {\displaystyle H} è un gruppo libero di rango due.

### Esempio di gruppo iperbolico di parole
Sia {\displaystyle G} un gruppo iperbolico di parole privo di torsione, cioè privo di elementi di non identità di ordine finito. Siano {\displaystyle g,\ h\in G}  due elementi non commutativi, cioè tali che {\displaystyle gh\neq hg}. Allora esiste {\displaystyle M\geq 1} tale che per ogni intero {\displaystyle n\geq M,\ m\geq M} il sottogruppo {\displaystyle H=\langle g^{n},\ h^{m}\rangle \leq G} è libero di rango due.

#### Dimostrazione semplificata[5]
Il gruppo {\displaystyle G} agisce sul suo confine iperbolico {\displaystyle \partial G} mediante omeomorfismi. È noto che se {\displaystyle a} in {\displaystyle G} è un elemento di non identità allora {\displaystyle a} ha esattamente due punti fissi distinti, {\displaystyle a^{\infty }}e {\displaystyle a^{-\infty }} in {\displaystyle \partial G} e che {\displaystyle a^{\infty }} è un punto fisso attrattivo mentre {\displaystyle a^{-\infty }} è un punto fisso repulsivo.
Poiché {\displaystyle g} e {\displaystyle h} non commutano, le evidenze basilari sui gruppi iperbolici di parole implicano che {\displaystyle g^{\infty }}, {\displaystyle g^{-\infty }}, {\displaystyle h^{\infty }} e {\displaystyle h^{-\infty }} sono quattro punti distinti in {\displaystyle \partial G}. Prendiamo gli intorni disgiunti {\displaystyle U_{+},\ U_{-},\ V_{+},} e {\displaystyle V_{-}} di {\displaystyle g^{\infty }}, {\displaystyle g^{-\infty }}, {\displaystyle h^{\infty }} e {\displaystyle h^{-\infty }} in {\displaystyle \partial G} rispettivamente. Allora le proprietà di attrazione/repulsione dei punti fissi di {\displaystyle g} e {\displaystyle h} implicano che esista {\displaystyle M\geq 1} tale che per ogni intero {\displaystyle n\geq M,\ m\geq M} abbiamo:
- {\displaystyle g^{n}(\partial G-U_{-})\subseteq U_{+}}
- {\displaystyle g^{-n}(\partial G-U_{+})\subseteq U_{-}}
- {\displaystyle h^{m}(\partial G-V_{-})\subseteq V_{+}}
- {\displaystyle h^{-m}(\partial G-V_{+})\subseteq V_{-}}

Il lemma del ping-pong ora implica che {\displaystyle H=\langle g^{n},\ h^{m}\rangle \leq G}  è libero di rango due.

## Applicazioni del lemma del ping-pong
- Il lemma ping-pong viene utilizzato nei gruppi kleiniani per studiare i cosiddetti sottogruppi di Schottky. Nel contesto dei gruppi kleiniani il lemma ping-pong può essere utilizzato per mostrare che un particolare gruppo di isometrie del 3-spazio iperbolico non è solo libero ma anche propriamente discontinuo e geometricamente finito.
- Argomenti simili di tipo Schottky sono ampiamente utilizzati nella teoria geometrica dei gruppi, in particolare per i sottogruppi di gruppi iperbolici di parole[6] e per i gruppi di automorfismi di alberi.[7]
- Il lemma ping-pong viene utilizzato anche per studiare sottogruppi di tipo Schottky di mapping class group di superfici di Riemann, dove l'insieme su cui agisce il mapping class group è il confine di Thurston dello spazio di Teichmüller.[8] Un argomento simile viene utilizzato anche nello studio dei sottogruppi del gruppo di automorfismi esterni di un gruppo libero.[9]
- Una delle applicazioni più famose del lemma del ping-pong è nella dimostrazione di Jacques Tits della cosiddetta alternativa di Tits per gruppi lineari.[2] (vedi anche[10] per una panoramica della dimostrazione di Tits e una spiegazione delle idee coinvolte, compreso l'uso del lemma del ping-pong).
- Esistono generalizzazioni del lemma del ping-pong che producono non solo prodotti liberi ma anche prodotti liberi amalgamati ed estensioni HNN.  Queste generalizzazioni vengono utilizzate, in particolare, nella dimostrazione del Teorema della Combinazione di Maskit per gruppi kleiniani.
- Esistono anche versioni del lemma del ping-pong che garantiscono che più elementi di un gruppo generino un semigruppo libero. Tali versioni sono disponibili sia nel contesto generale di un'azione di gruppo su un insieme,[1] sia per tipi specifici di azioni, ad esempio nel contesto di gruppi lineari,[11] gruppi che agiscono sugli alberi[12] e altri.[13]